# John Alcock (Organist, 1715)

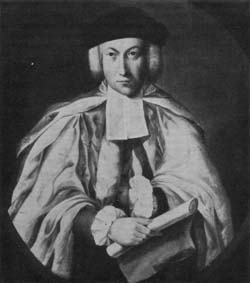
John Alcock

John Alcock (* 11. April 1715 in London; † 23. Februar 1806 in Lichfield) war ein englischer Organist und Komponist.

## Leben
John Alcock war als Kind Chorsänger an der St Paul’s Cathedral und wurde dort 1729 Schüler des wenig älteren John Stanley. Eine erste Organistenstelle erhielt er an St Andrew’s Church in Plymouth (1737–1741), wo er 1738 Margaret Beaumont aus Brompton heiratete. 1741/1742 wechselte er an die St Laurence’s Church in Reading und 1749/1750 als Organist und Chorleiter an die Lichfield Kathedrale. In dieser Zeit wurde ihm der Bachelorgrad in der Musik von der University of Oxford verliehen (1755). Nach Zerwürfnissen und gesundheitlichen Problemen gab er um 1760 seine Stelle in Lichfield auf, blieb dort aber wohnen und war dort weiterhin musikalische aktiv. Ab etwa 1765 war er Organist an der Sutton Coldfield Parish Church. Alcock erwarb im Jahr 1766 einen Doktortitel in Oxford. Im selben Jahr wurde er Organist an der Church of St Editha in Tamworth, wo er bis 1790 wirkte. Parallel war von 1761 bis 1786 an der Sutton Coldfield Parish Church tätig.
Autobiographische Details enthält seine Novelle The Life Of Miss Fanny Brown, die er 1760 unter dem Pseudonym John Piper veröffentlichte. Mit seiner Frau († 1793) hatte er einen Sohn und drei Töchter. Sein gleichnamiger Sohn (1740–1791) war ebenfalls Organist und Komponist. John Alcock starb 1806 im Alter von 91 Jahren.

## Werk
Alcock begann mit der Komposition bereits in seinen frühen Jahren an der St Paul’s Cathedral. In Plymouth entstanden seine Six Suite’s of Easy Lessons for the Harpsicord or Spinnet with a Trumpet Piece, 1743 in Reading seine Twelve English Songs. Er komponierte und veröffentlichte eine Reihe von sakraler und weltlicher Musik. Seine Vokalwerke umfassen weltliche und geistliche Chormusik und Musik für Solisten, seine Instrumentalwerke Kammermusik und Orgelwerke. Sein besonderes Interesse galt der Kirchenmusik, Choralsätzen und polyphonen Werken für den gottesdienstlichen Gebrauch. Alcock gab eine Sammlung Harmony of Jerusalem mit Hymn tunes heraus, von denen er viele überarbeitet hatte. Neben 72 originalen Psalm tunes und weiteren Hymnen harmonisierte er 117 Psalmsätze neu und gab sie später in drei Sammlungen heraus. Er veröffentlichte 1752 Divine Harmony mit 55 Chants und gab 1771 eine Sammlung von 26 Anthems heraus. Im selben Jahr veröffentlichte er zehn Voluntaries für Orgel. Insgesamt entstanden 48 Anthems zwischen 1754 und 1798. Neben dem bekannten, schlichten Satz Wherewithal shall a young man cleanse his way schuf Alcock auch längere Anthems mit Orchesterbegleitung.